# Arfakparotia
De arfakparotia (Parotia sefilata) is een zangvogel uit de familie Paradisaeidae (paradijsvogel). Het is een endemische vogelsoort uit Nieuw-Guinea.

## Kenmerken
De arfakparotia is een middelgrote zwarte paradijsvogel die sterk lijkt op de Lawes' parotia. De vogel wordt zo'n 33 centimeter lang. Vrouwtjes hebben een bruine rug, de onderkant bestaat uit horizontale donkere strepen. Het mannetje is zwart en heeft een middellange staart, langer dan de staart van de Lawes' parotia. Achter elk oog heeft hij drie lange, zwarte, draadvormige veren die eindigen in een ronde punt. Hij heeft een zilverkleurige vlek op het voorhoofd. Zijn borst bestaat uit koperkleurige veren die iriseren. Dit effect wordt gebruikt bij de balts.

## Verspreiding en leefgebied
De soort komt voor in West-Papoea (Indonesië) in het Arfakgebergte en het schiereiland Wandammen in de Vogelkop. Het leefgebied bestaat uit tropisch regenbos op berghellingen tussen de 1400 m tot 1800 m boven de zeespiegel.

## Status
De grootte van de populatie is niet gekwantificeerd maar de soort wordt omschreven als algemeen. Op de Rode lijst van de IUCN heeft deze soort de status niet bedreigd.